# Meili shiguang
Meili shiguang è un film del 2001 diretto da Chang Tso-chi.